# アンジェリーナ郡 (テキサス州)
アンジェリーナ郡（アンジェリーナぐん、英: Angelina County）は、アメリカ合衆国テキサス州の東部に位置する郡である。2010年国勢調査での人口は86,771人であり、2000年の80,130人から8.3％増加した。郡庁所在地はラフキン市（人口35,067人）であり、同郡で人口最大の都市でもある。アンジェリーナ郡は1846年にナカドーチェス郡から分離して設立された。郡名はスペイン人宣教師団を援け、宣教師からアンジェリーナと名付けられたハイナイ族インディアンの女性に因んでいる。アンジェリーナ郡は2006年11月の住民投票でアルコールの販売が許可されるようになったウェットの郡である。ただし、バークという小さな都市のみが2007年11月に禁酒郡（ドライ）に戻った。
アンジェリーナ郡はその全体でラフキン小都市圏を構成している。

## 歴史

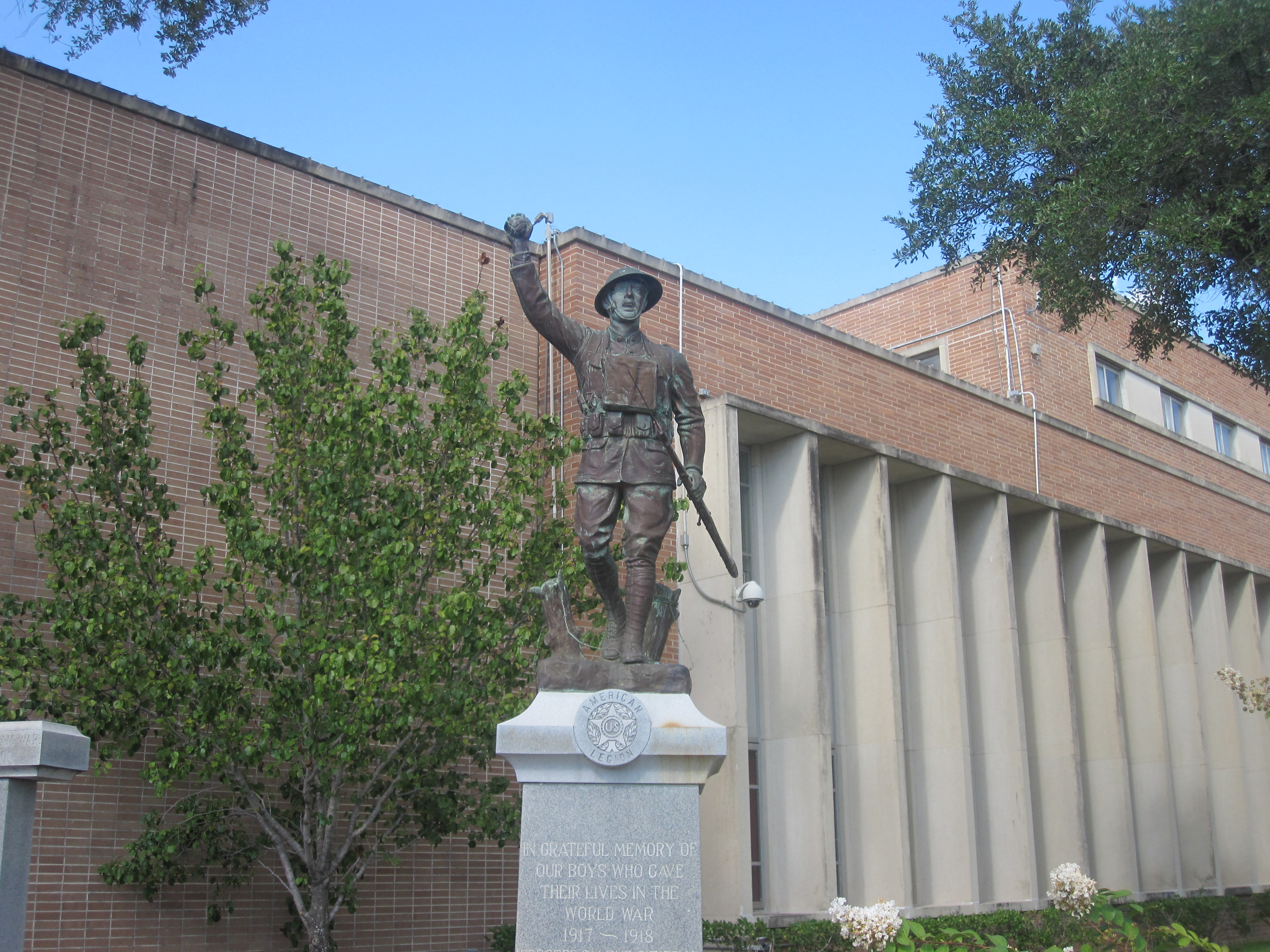
アンジェリーナ郡庁舎前の兵士の像

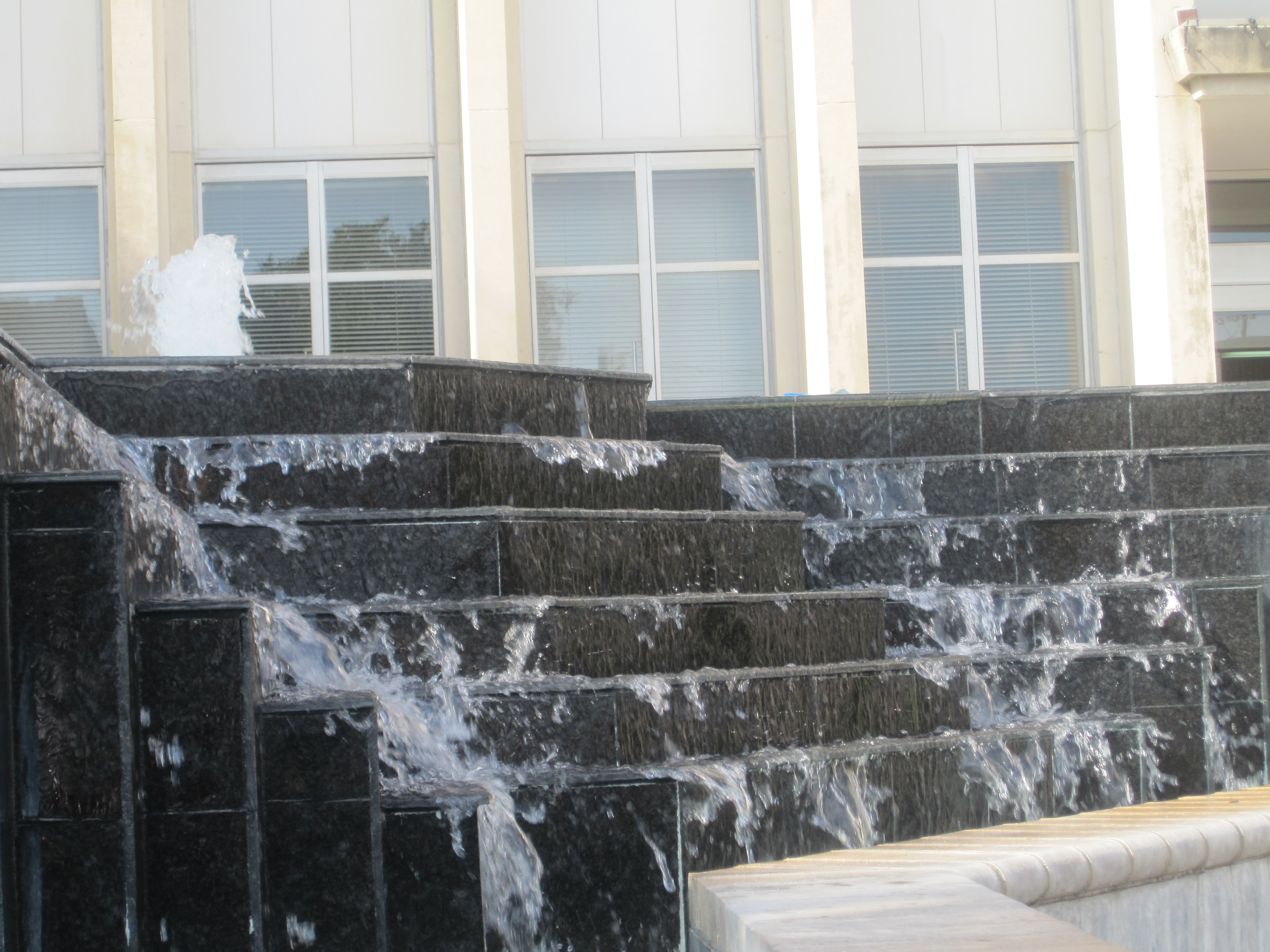
アンジェリーナ郡郡庁舎前の噴水

アンジェリーナ郡となった地域で最初のイギリス系開拓者はスコットランド・アイルランド系の者だったとされている。土壌が良くなかったので、綿花栽培農家や奴隷は郡内に入ってこなかった。開拓者はジョージア州、アラバマ州、ミシシッピ州の同じように不毛な地から来ており、松林や川の下藪から土地をひねり出す以上のことは望まず、恐らくは丈夫な牛の不揃いな群れを育てて、ニューオーリンズの市場に追って行くくらいが関の山だった。少しばかりのウィスキーを醸造することや、ネチェス川やアンジェリーナ川でバス、ナマズ、スズキを捕まえ、陸地では罠や銃で捕まえられるものなら何でも捕まえて生活の足しにした。

## 地理
アメリカ合衆国国勢調査局に拠れば、郡域全面積は864平方マイル (2,237.7 km2)であり、このうち陸地802平方マイル (2,077.2 km2)、水域は63平方マイル (163.2 km2)で水域率は7.28％である。

### 主要高規格道路
- アメリカ国道59号線
- アメリカ国道69号線
- テキサス州道103号線
- テキサス州道94号線

### 隣接する郡
- ナカドーチェス郡 - 北
- サンオーガスティン郡 - 北東
- ジャスパー郡 - 南東
- タイラー郡 - 南
- ポーク郡 - 南西
- トリニティー郡 - 西
- ヒューストン郡 - 西
- チェロキー郡 - 北西

### 国立保護地域
- アンジェリーナ国立の森（部分）

## 人口動態

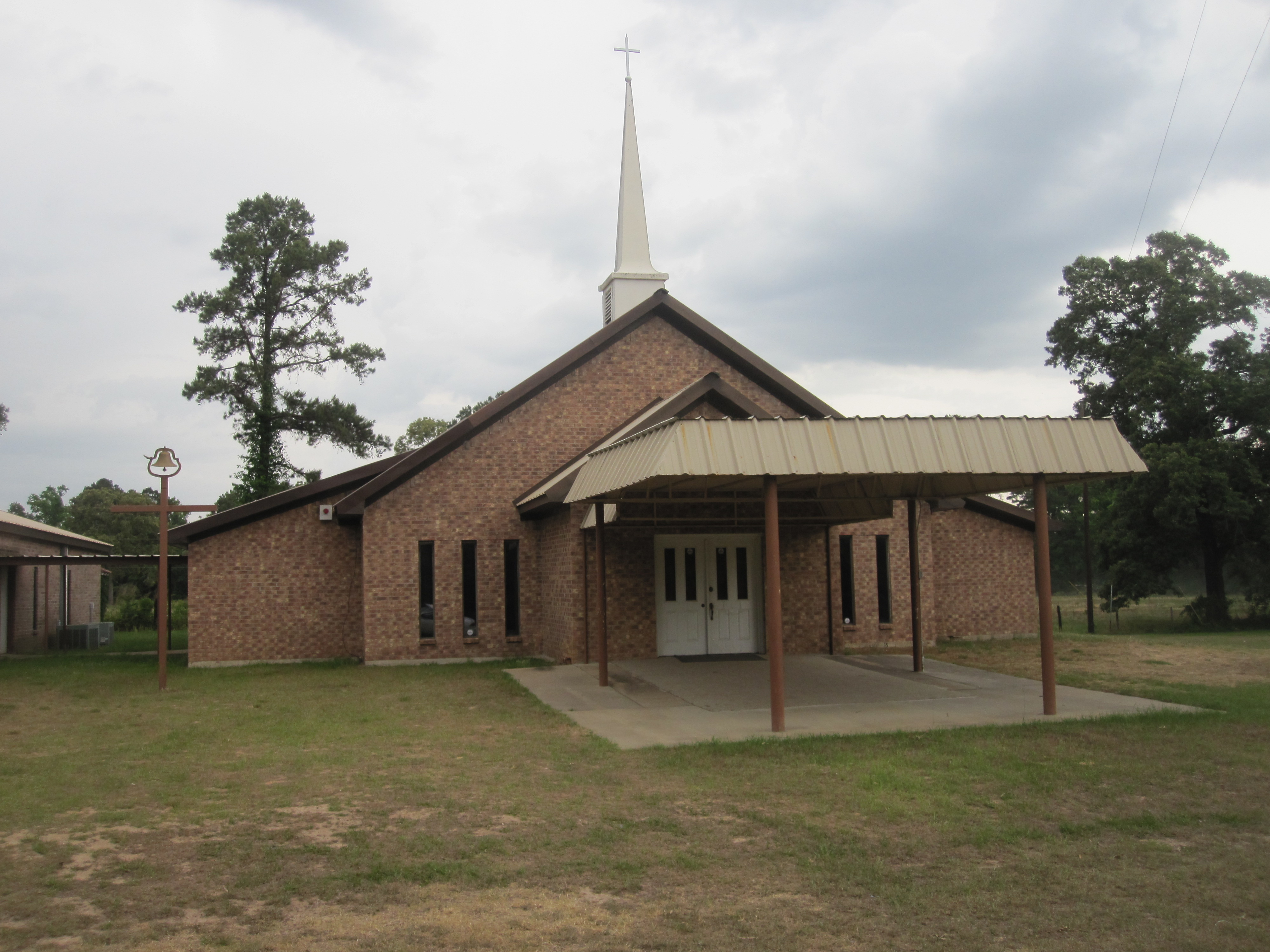
レッドタウンのミッショナリー・バプテスト教会

以下は2000年の国勢調査による人口統計データである。
| 基礎データ - 人口: 80,130人 - 世帯数: 28,685 世帯 - 家族数: 21,255 家族 - 人口密度: 39人/km2（100人/mi2） - 住居数: 32,435軒 - 住居密度: 16軒/km2（40軒/mi2） 人種別人口構成 - 白人: 75.10% - アフリカン・アメリカン: 14.72% - ネイティブ・アメリカン: 0.30% - アジア人: 0.67% - 太平洋諸島系: 0.02% - その他の人種: 7.77% - 混血: 1.42% - ヒスパニック・ラテン系: 14.35% 年齢別人口構成 - 18歳未満: 27.7% - 18-24歳: 9.7% - 25-44歳: 28.6% - 45-64歳: 21.5% - 65歳以上: 12.6% - 年齢の中央値: 34歳 - 性比（女性100人あたり男性の人口） - 総人口: 96.4 - 18歳以上: 93.7 | 世帯と家族（対世帯数） - 18歳未満の子供がいる: 36.1% - 結婚・同居している夫婦: 57.8% - 未婚・離婚・死別女性が世帯主: 12.3% - 非家族世帯: 25.9% - 単身世帯: 22.8% - 65歳以上の老人1人暮らし: 9.8% - 平均構成人数 - 世帯: 2.70人 - 家族: 3.18人 収入と家計 - 収入の中央値 - 世帯: 33,806米ドル - 家族: 30,505米ドル - 性別 - 男性: 30,373米ドル - 女性: 20,221米ドル - 人口1人あたり収入: 15,876米ドル - 貧困線以下 - 対人口: 15.8% - 対家族数: 12.4% - 18歳未満: 21.9% - 65歳以上: 12.3% |

## 政府機関
アンジェリーナ郡保安官事務所が郡の法執行機関である。2011年時点でアンジェリーナ郡麻薬取締り班はアレン・ヒルとトム・マシューズ各巡査部長になっている。この部門は麻薬取扱者から押収した品物から資金が出ており、税金は遣われていない。

### 政治
「ヒューストン・プレス」のジョン・ノバ・ロマックスは、アンジェリーナ郡の住民が「過去も今も自己満足的な性格があり、その手で品物を手に入れ、あからさまに正直で、あらゆる中央権限を信用していない」と語った。1861年、アンジェリーナ郡住民投票で合衆国からの脱退に反対を決めた。東テキサスでは反対した唯一の郡だった。ロマックスは「その投票での特異性は20世紀を通じても続いていた」と語った。アンジェリーナ郡は「ラフキンからのリベラル」と自らを位置づけた政治家チャーリー・ウィルソンの権限の基盤だった。

## 都市と町
- バーク
- ディボル
- ハドソン
- ハンティントン
- ラフキン - 郡庁所在地
- ザバラ

### 未編入の町
| - アルコ - ボールドヒル - ビューラ - シーダーグローブ - セントラル | - クロウソン - デイビスビル - ドラン - デュナガン - デュラントt | - ユーイングg - ハーティ - ホーマー - ジョーンズビル - マリオン | - モフィット - オークフラット - ピービー - プラット - ポロック | - プレーリーグローブ - レッドランド - レッドタウン - ロッキースプリングス - シェイディグローブ | - ショーニー - ショーニープレーリー - トマスクロッシング - ウッドローン |

## 犯罪
昔の犯罪者は密造酒の売り場を造った。1970年代頃には大麻の農場を作る犯罪者がいた。2011年時点で主要な薬物取り扱いはメタンフェタミンの取引になっている。アンジェリーナ郡麻薬取締り班のアレン・ヒルは、土地のメタンフェタミンの取引は郡内を通る薬物の運び屋、クラック・コカインおよびヘロインよりも害を及ぼしていると語った。ヒルに拠れば、ヒスパニック系の多くの薬物業者が、クラック・コカインや粉末コカインの代わりに麻薬カルテルで造られた輸入品「アイス」スタイルのメタンフェタミンを売るようになった。薬物業者の多くはメキシコの麻薬カルテルあるいはマラ・サルバトルチャのようなギャングの下請けをしていると語った。

## 教育
アンジェリーナ・カレッジが郡内の学生を受け入れている。
スティーブン・F・オースティン州立大学が近くのナカドーチェス市にある。
アンジェリーナ郡の公共教育は下記の独立教育学区が管轄している。
- セントラル独立教育学区
- コルメンスニール独立教育学区（部分）
- ディボル独立教育学区
- ハドソン独立教育学区
- ハンティントン独立教育学区
- ラフキン独立教育学区
- ウェルズ独立教育学区（部分）
- ザバラ独立教育学区

## 交通
現在計画中のトランス・テキサス・コリダーの TTC-69路線が郡内を通ることになる。